# Phetsarath Rattanavongsa
Il principe Phetsarath Rattanavongsa (Luang Prabang, 19 gennaio 1890 – Luang Prabang, 14 ottobre 1959) è stato un politico e patriota laotiano.

## Biografia
Rampollo di un'importante famiglia nobiliare legata alla casa reale di Luang Prabang, fu protagonista nella scena politica in Laos nel periodo di transizione tra la fine del periodo coloniale francese e la conquista dell'indipendenza.  Nel 1941 fu nominato viceré del Regno di Luang Prabang, sotto il protettorato francese, e diede un'eccellente organizzazione all'amministrazione e alle istituzioni laotiane, ponendo le premesse per l'autodeterminazione del Paese.
Fu il capo di Stato dell'effimera repubblica costituitasi in Laos dopo l'occupazione giapponese alla fine della seconda guerra mondiale. Tale repubblica, la prima nella storia del Paese e sostenuta dal movimento patriottico Lao Issara, venne sciolta dal ritorno dei colonialisti francesi, che restituirono il trono al deposto re Sisavang Vong e concessero una parziale indipendenza al neonato Regno del Laos. Phetsarath e gli altri membri del direttivo di Lao Issara si rifugiarono a Bangkok, dove formarono un governo in esilio, a capo del quale fu posto Phetsarath. Il movimento si sciolse per divergenze interne nel 1949 e Phetsarath si ritirò dalla vita politica.